# Elly de Groen-Kouwenhoven

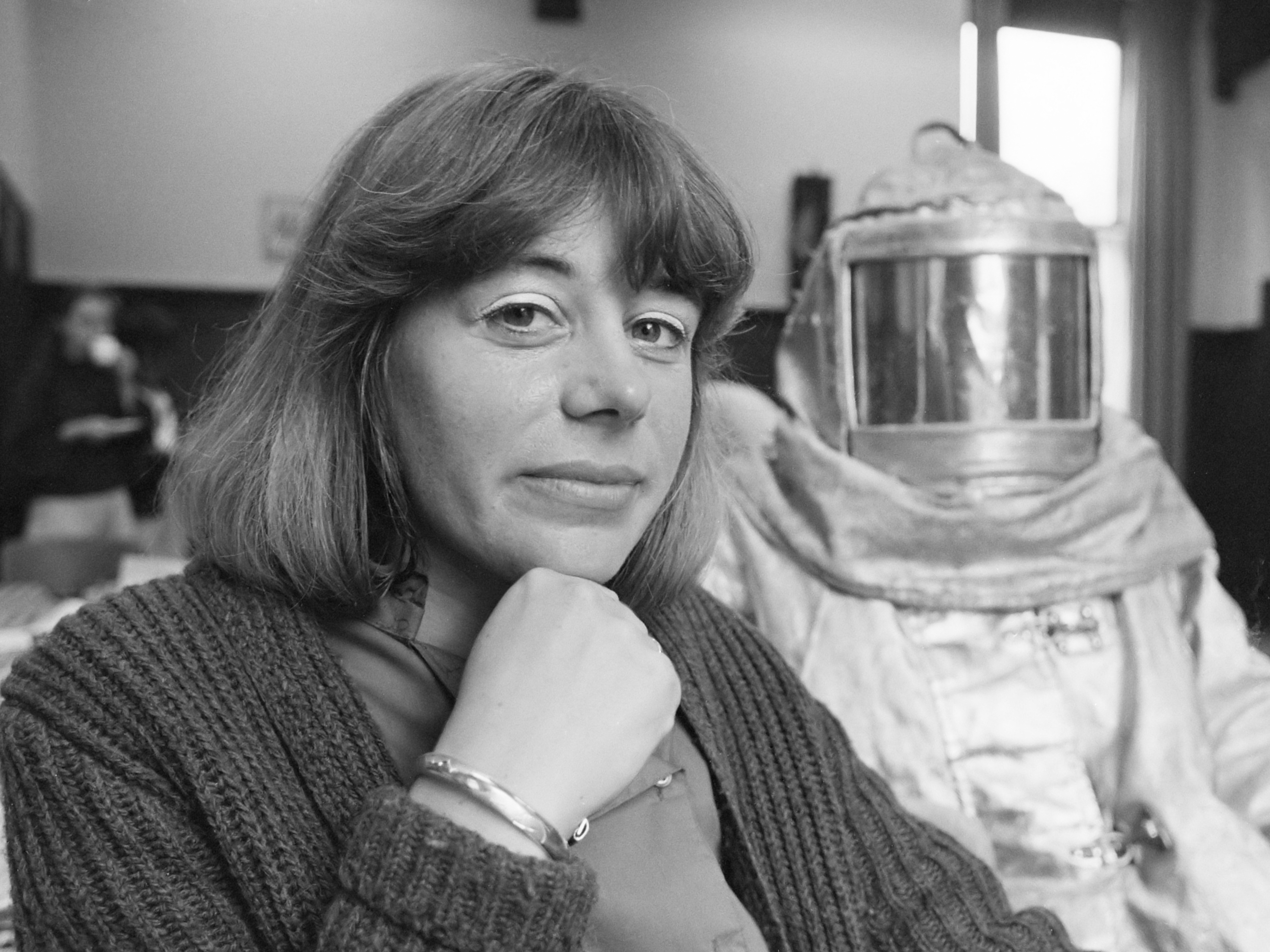
Els de Groen (1987)

Elly de Groen-Kouwenhoven (* 23. Dezember 1949 in Den Haag als Elly Kouwenhoven), genannt Els de Groen, ist eine niederländische Schriftstellerin, vor allem von Kinder- und Jugendbüchern, Publizistin und ehemalige Politikerin der Partei Europa Transparant. Sie war von 2004 bis 2009 Mitglied des Europäischen Parlaments.

## Leben und Werk als Autorin
Elly de Groen-Kouwenhoven studierte Französisch und arbeitete in den Jahren 1975 bis 1979 als Lehrerin an einer Realschule. Zudem war sie Rezensentin für Jugendliteratur und von 1976 bis 1979 als Redakteurin der Kinderseite bei der Tageszeitung Algemeen Dagblad beschäftigt. Für ihre Serie von Kinder-Interviews zeichnete die damalige Kronprinzessin Beatrix de Groen 1978 mit dem Jantje-Beton-Preis aus. Danach war sie als Schriftstellerin, Essayistin, Publizistin tätig. Im Jahr 1979 veröffentlichte sie ihren ersten Roman für Kinder, De kinderen van de overkant (deutsch Die andere Seite der Straße), der in Nordirland während des dortigen gewaltsamen Konflikts spielt. In De splijtzwam thematisierte sie 1982 die Kontroverse um die Kernenergie am Beispiel einer Provinzstadt, die von der ansässigen Nuklearindustrie wirtschaftlich abhängig ist.
Nach einem Besuch in Moskau 1984 schrieb sie zusammen mit dem sowjetischen Kinderbuchautoren Eduard Uspenski Het jaar van het goede kind, das erst nach der Perestroika 1989 erscheinen konnte und im selben Jahr in der Sowjetunion als Kinderbuch des Jahres ausgezeichnet wurde. Nach dem Zusammenbruch des Ostblocks reiste de Groen wiederholt durch die postkommunistischen Staaten im östlichen Mittel-, Ost- und Südosteuropa und schrieb darüber mehrere Bücher. De dag van het laatste schaap (1993) handelt von jugendlichen Flüchtlingen aus Somalia und dem Kosovo in den Niederlanden. De Groens international erfolgreichster Jugendroman Tuig (deutsch Haus ohne Dach) von 1995 spielt vor dem Hintergrund des Bosnienkriegs.
Sie ist auch Autorin von literarischen Büchern und Sachbüchern für Erwachsene. Neben ihrer Arbeit ist sie seit 2002 unentgeltliche Beraterin bei der niederländischen Stiftung „Roma-Emancipatie“ in Oss.
Elly de Groen-Kouwenhoven ist verheiratet und Mutter zweier Kinder.

## Politik
Sie gehörte von 2004 bis 2007 der Partei Europa Transparant an. Neben dem Gründer der Partei Paul van Buitenen war ab 2004 sie die zweite Abgeordnete der Partei im Europäischen Parlaments. Beide Politiker gehörten als unabhängige Mitglieder der Fraktion Die Grünen/Europäische Freie Allianz an. Im Parlament saß de Groen-Kouwenhoven während der Legislaturperiode 2004–2009 im Ausschuss für bürgerliche Freiheiten, Justiz und Inneres, bis 2007 auch im Petitionsausschuss. Daneben war sie Delegierte im Gemischten Parlamentarischen Ausschuss EU-Bulgarien bzw. ab 2007 Delegierte für die Beziehungen zu den Ländern Südosteuropas.

## Veröffentlichungen (Auswahl)
- De kinderen van de overkant. Westfriesland, Hoorn 1979.
  - Deutsch: Die andere Seite der Straße. Übersetzung von Siegfried Mrotzek. F. Schneider, München 1986.
- Het foetsie-kind. Van Goor Jeugdboeken, Amsterdam 1985.
  - Deutsch: Wenn Wünsche in Erfüllung gehn. Übersetzung von Mirjam Pressler. F. Schneider, München 1987.
- Jeans voor een matrjosjka. Elzenga, Tilburg, 1992.
  - Deutsch: Fremde Freundin. Übersetzung von Mirjam Pressler. Dressler, Hamburg 1993.
- Tuig. Elzenga, Tilburg 1995.
  - Deutsch: Haus ohne Dach. Übersetzung von Siegfried Mrotzek. Bertelsmann, München 1996.
- Waar is Hamid? Zwijsen, Tilburg 1998.
  - Deutsch: Wo ist Hamid? Ravensburger Buchverlag, Ravensburg 2000.